# Дедвуд (ТВ серија)
Дедвуд (енгл. Deadwood) америчка је серија. Радња серије је смештена у хиљадуосамстоседамдесете године и прати свакодневни живот, интеракцију и личне драме становника и досељеника насеља Дедвуд у периоду златне грознице. Снимљено је укупно три сезоне а прича са краја треће сезоне је настављена и завршена у ТВ филму Дедвуд из 2019.
У серији се појављује неколико ликова који су базирани на историјским личностима, попут Каламити Џејн, браће Ерп и Дивљог Била Хикока.
Дедвуд је описиван као једна од најбољих серија свих времена.
| Сезона | Сезона | Епизоде | Епизоде | Оригинално емитовање | Оригинално емитовање |
| Сезона | Сезона | Епизоде | Епизоде | Премијера            | Финале               |
| ------ | ------ | ------- | ------- | -------------------- | -------------------- |
|        | 1.     | 12      | 12      | 21. март 2004.       | 13. јун 2004.        |
|        | 2.     | 12      | 12      | 6. март 2005.        | 22. мај 2005.        |
|        | 3.     | 12      | 12      | 11. јун 2006.        | 27. август 2006.     |
|        | 4.     | н. п.   | н. п.   | 31. мај 2019.        | н. п.                |